# Bromzahl

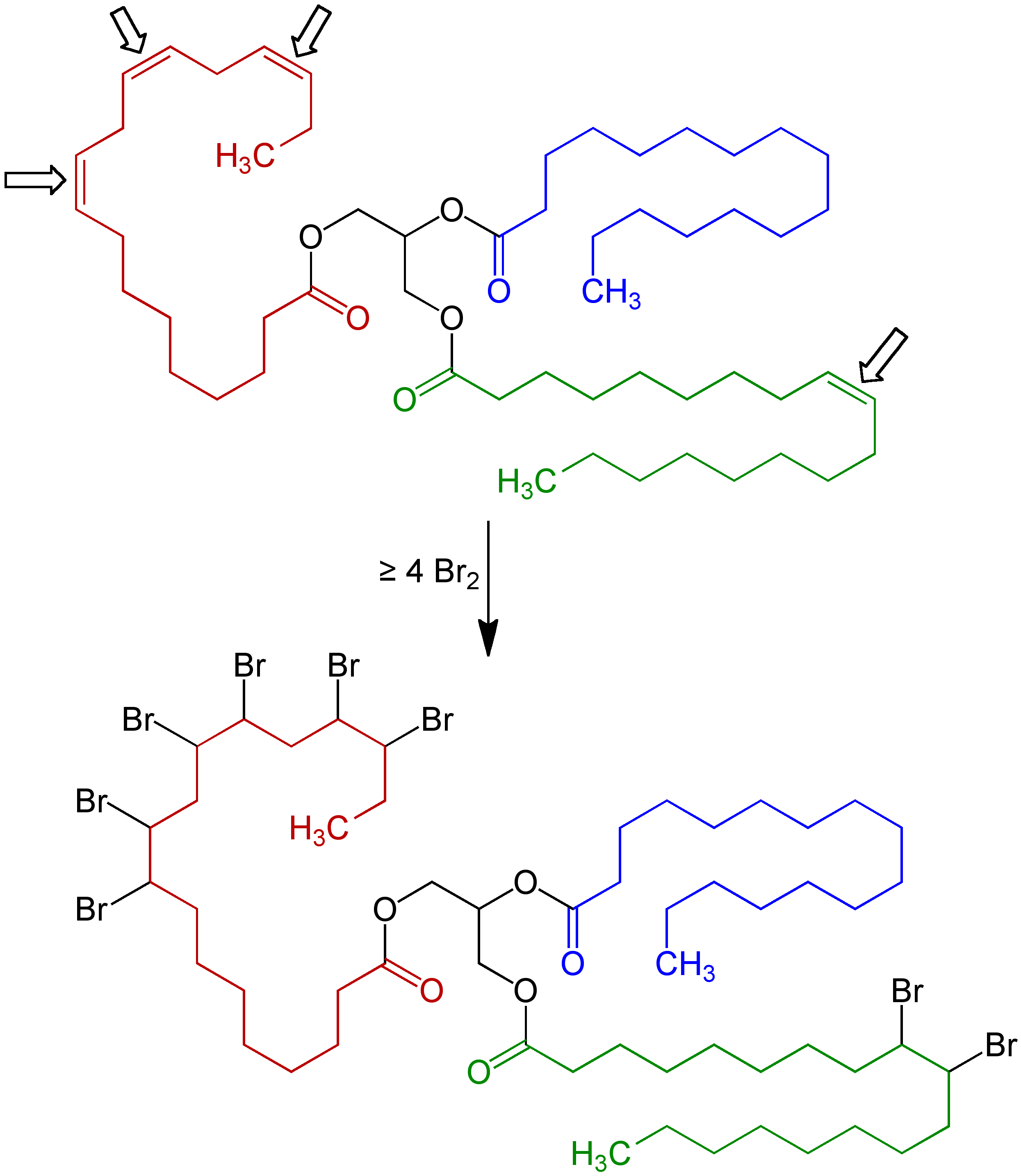
Bestimmung der Bromzahl eines Triglycerides: Oben Triglycerid in einem Öl mit einem blau markierten gesättigten Fettsäurerest, einem grün markierten einfach ungesättigten Fettsäurerest sowie einem rot markierten dreifach ungesättigten Fettsäurerest. Pfeile weisen auf die vier Kohlenstoff-Kohlenstoff-Doppelbindungen. Im Zentrum ist in der oberen Strukturformel das dreifach acylierte Glycerin (schwarz markiert) erkennbar. Unten das Bromierungsprodukt nach der Addition von vier Brommolekülen (Br_{2}), entsprechend acht Bromatomen.

Die Bromzahl (BZ) ist ein Maß für den Olefingehalt (Alkene) eines Stoffes.

## Definition
Diese Kennzahl beruht auf der einfachen Addition von Brom (Br2) an die Doppelbindung von Alkenen. 
Für jedes Mol Kohlenstoff-Kohlenstoff-Doppelbindung wird ein Mol Brom verbraucht. Die Einheit ist deshalb üblicherweise g Brom pro 100 g Probe.

## Anwendung
Wichtig ist die Ermittlung der Bromzahl und damit des Gehaltes an Kohlenstoff-Kohlenstoff-Doppelbindungen in Raffinerien und petrochemischen Anlagen zur Festlegung von Parametern für die weitere Verarbeitung.
In Triglyceriden (Fette und fette Öle) kann der Anteil an Kohlenstoff-Kohlenstoff-Doppelbindungen (enthalten in den Acylresten ungesättigter Fettsäuren) bestimmt werden.
Damit die Addition der stöchiometrischen Menge entspricht, ist die Einhaltung der Methode wichtig.
Für Qualitätskontrollen in Lebensmittellaboren oder Serienbestimmungen in der Petrochemie werden automatische Geräte eingesetzt. In ihnen wird die Bestimmung coulometrisch ausgeführt.

## Typische Bromzahlen
- Hexen (C6H12) hat eine Bromzahl von 189.